# Sharpay's Fabulous Adventure
Sharpay's Fabulous Adventure (cũng được biết đến với các tên gọi trước đây là High Stakes hay Broadway Bound) là bộ phim Disney, spin-off của loạt phim High School Musical với diễn viên chính Ashley Tisdale. Nội dung kể về cuộc sống của Sharpay Evans sau khi tốt nghiệp khi cô cố gắng để có được vai diễn ở sân khấu Broadway. Bộ phim sẽ được dự kiến ra mắt dưới dạng DVD ngày 19 tháng 4 năm 2011.

## Phân vai
- Ashley Tisdale vai Sharpay Evans
- Austin Butler vai Peyton Leverett
- Bradley Steven Perry vai Roger Elliston
- Lauren Collins vai Tiffani
- Cameron Goodman vai Amber Lee Adams [4]
- Robert Curtis Brown vai Vance Evans
- Jessica Tuck vai Mrs. Evans
- Alec Mapa
- Lucas Grabeel vai Ryan Evans
- Jack Plotnick vai Neal Roberts
- Shawn Byfield vai Trevor
- Jorge Molina vai Mr. Gonzalez
- Alessandra Cannito vai Lupe
- Mya Michaels vai Mrs. Gonzales

## Sản xuất
Ashley Tisdale là giám đốc sản xuất bộ phim, cùng với Bill Borden và Barry Rosenbush là những người đã sản xuất cho các phần trước của loạt High School Musical. Gary Marsh, chủ tịch Disney Channels Thế giới đã phát biểu về Sharpay's Fabulous Adventure: "Với Sharpay, Ashley Tisdale đã đem lại một trong những nhân vật hài đáng nhớ nhất trong những năm qua. Bộ phim này ghi lại một chương mới thật sự hoàn hảo trong cuộc đời của Sharpay, khi cô cố gắng đạt được ước mơ được vùi sâu trong cô – một nỗ lực đầy thách thức nhưng cũng thật vui nhộn."
Vanessa Hudgens, diễn viên chính trong các tập phim High School Musical trước đó, đã bộc lộ cô sẵn sàng xuất hiện trong bộ phim. Tuy nhiên, ngày 21 tháng 5 năm 2010, Tisdale trả lời MTV rằng Hudgens sẽ không xuất hiện trong bộ phim, nhưng thông báo sẽ có một khách mời đặc biệt.
Ngày 8 tháng 6 năm 2010, việc Austin Butler và Bradley Steven Perry tham gia bộ phim đã được tiết lộ.
Việc quay phim bắt đầu ngày 25 tháng 5 năm 2010, ở Toronto, Canada, và đóng máy ngày 6 tháng 6 năm 2010. Nội dung phim kể về việc sau khi được phát hiện trong một cuộc thi tài năng, Sharpay cùng con cún của cô có tên Boi quyết định tới Broadway nhằm thực hiện ước mơ được có mặt trong vở kịch The Great White Way. Mặc dù vở kịch là ước mơ bấy lâu nay của Sharpay, nhưng vai diễn lại chỉ dành cho Boi. Vượt qua sự thất vọng, Sharpay đã cố gắng giúp Boi trở thành ngôi sao trên sân khấu với hy vọng danh tiếng của Boi cũng sẽ là thành công của cô.

## Âm nhạc
Ashley Tisdale, OK! Magazine
Ngày 22 tháng 5 năm 2010, Tisdale xác nhận cô đang thu âm phần nhạc cho bộ phim. Trang Deadline cũng đã thông báo 4 bài hát sẽ có mặt trong phim. Nhạc sĩ Amy Powers đã phát biểu trên website chính thức Tisdale đã thu âm các bài hát "My Boy and Me" (Matthew Tishler/Amy Powers) và "The Rest of My Life" (Matthew Tishler/Amy Powers) cho bộ phim. Trong một thông cáo của Disney Channel, "I'm Gonna Shine" (Randy Petersen/Kevin Quinn) và "New York's Best Kept Secret" (David Lawrence/Faye Greenberg) sẽ là hai ca khúc nguyên gốc sẽ có mặt trong bộ phim này.
Trailer của phim đã được tung ra tháng 11 năm 2010. Trailer sau đó cũng đã được phát trên Disney Channel.